# Pic de Cataperdís
El pic del Cataperdís és una muntanya d'Andorra, amb 2.806 metres d'altitud, situat a la parròquia d'Ordino. Aquest cim està inclòs a la llistat dels 100 cims de la FEEC.